# Rivière Qurlutuq
La rivière Qurlutuq (En naskapi: ᒐᓐᐛᐱᔅᑲᑲᒪᐤ) est un affluent du littoral sud-est de la baie d'Ungava. Celle-ci coule vers le nord en traversant le territoire non organisé de la Rivière-Koksoak, dans la région administrative du Nord-du-Québec, au Québec, au Canada.

## Géographie
Les bassins versants voisins de la rivière Qurlutuq sont :
- côté nord : baie d'Ungava ;
- côté est : rivière George ;
- côté sud :
- côté ouest :

Le lac Cholmondely constitue la principale source de la rivière Qurlutuq. Ce lac est situé près de la rivière George, à la hauteur du 57e parallèle. La rivière s'écoule vers le nord, traversant à environ 80 km de sa source le lac Qamanialuup et à 140 km le lac Tasirpak.
D'une longueur de 240 km, la rivière Qurlutuq se déverse sur le littoral sud-est de la baie d'Ungava, à proximité du cap Kernertut. Un camp sportif, dénommé Qurlutuq, est établi juste au nord de l'embouchure de la rivière ; il accueille les amateurs de chasse et de pêche. Accessible par voie aérienne, ce camp est administré par les Inuits.

## Toponymie
D'origine inuit, le toponyme rivière Qurlutuk signifie chute d'eau. Les Naskapis désignent cette rivière sous l'appellation « Chanwapiskakamau », signifiant lac long et rocheux.
Le toponyme rivière Qurlutuq a été officialisé le 6 janvier 1983 à la Commission de toponymie du Québec.